# Новая Алексеевка (Брянская область)
Новая Алексеевка — опустевший поселок в Клинцовском районе Брянской области, в составе Лопатенского сельского поселения.

## География
Находится в западной части Брянской области на расстоянии приблизительно 18 км на запад-северо-запад по прямой от районного центра города Клинцы.

## История
Возник в середине XX века. На карте 1941 года не был отмечен.

## Население
Численность населения: 1 человек (2002), 0 человек (2010), 0 человек (2013).
Будет упразднен как фактически не существующий в связи с переселением всех жителей на постоянное место жительства в другие населённые пункты